# Honda Jazz
Honda Jazz (укр. Хонда Джаз) — масовий японський автомобіль, що належить до сегменту B по європейській класифікації. Має форму кузова з високим дахом, що відрізняє його від автомобілів подібного класу. У себе на батьківщині, в Японії, має популярність: двічі вибирався «Автомобілем року»: 2001–2002, 2007–2008. У сезоні 2009–2010 років конкурс «Автомобіль року в Японії» проводився в тридцяте, і в грудні 2009 року Fit був визнаний «Японським автомобілем десятиліття».
Під ім'ям Fit автомобіль відомий в Японії, Китаї, Північній і Південній Америці. Під назвою Jazz — в Європі, деяких країнах Азії, в Австралії, Океанії, на Середньому Сході і в Африці.
У процесі розвитку з'явилося кілька модифікацій автомобіля - S, SE і EX, які розрізняються між собою рівнем оснащення. Основними конкурентами мінівена є: Ford Fiesta, Opel Corsa, Skoda Fabia, Volkswagen Polo, Renault Clio, Peugeot 208, Toyota Yaris, Nissan Micra, Hyundai i20 і SEAT Ibiza. 

## Honda Jazz I (1984–1986)

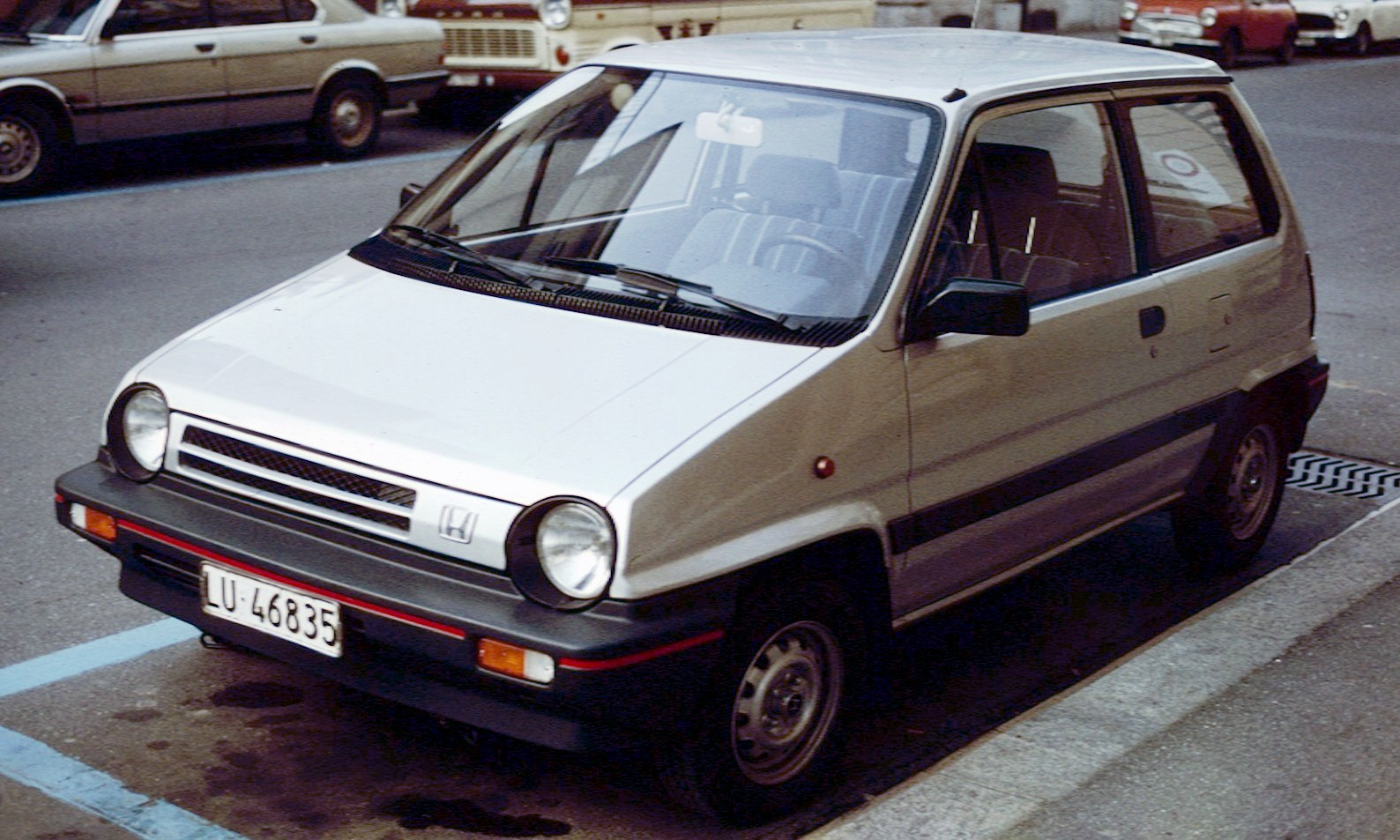
Honda Jazz I

Перша Honda Jazz - експортна назва Honda City для європейського ринку. Модель була запущена у виробництво в 1981 році як трьохдверний автомобіль з задніми дверима. що відкриваються в гору. Це був один з перших «високих» хетчбеків: щоб максимізувати внутрішній простір, не займаючи більше місця на дорозі, кузов був більш високим ніж зазвичай. Версія з турбованим двигуном була додана в модельний ряд у 1982 році, трохи пізніше був доданий і кабріолет.

### Двигуни
- 1,2 л ER 12v CVCC-II SOHC І4 45-67 к.с.
- 1,2 л ER 12v CVCC-II SOHC І4 турбо 99-110 к.с.

## Honda Jazz II (2002–2008)

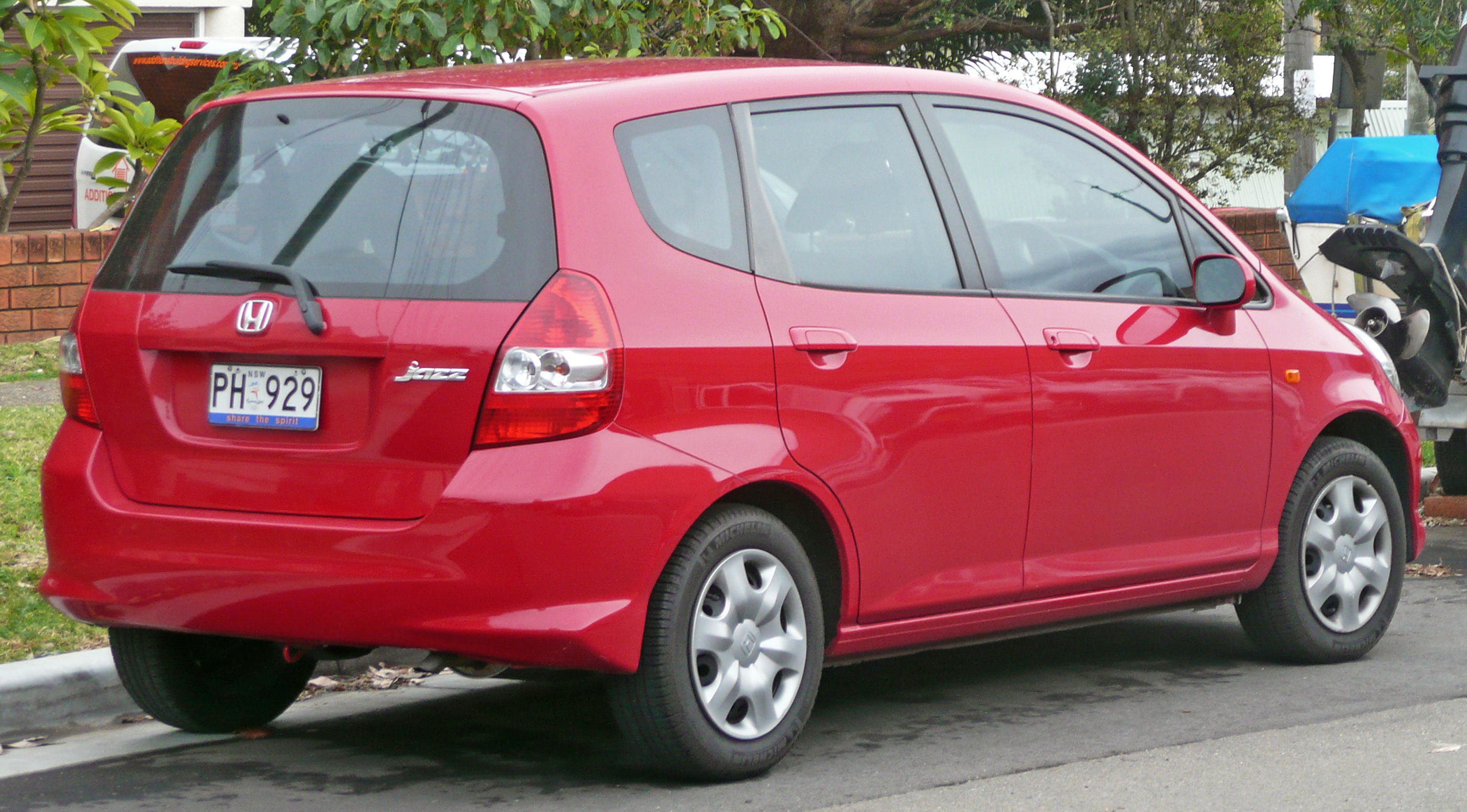
Honda Jazz II

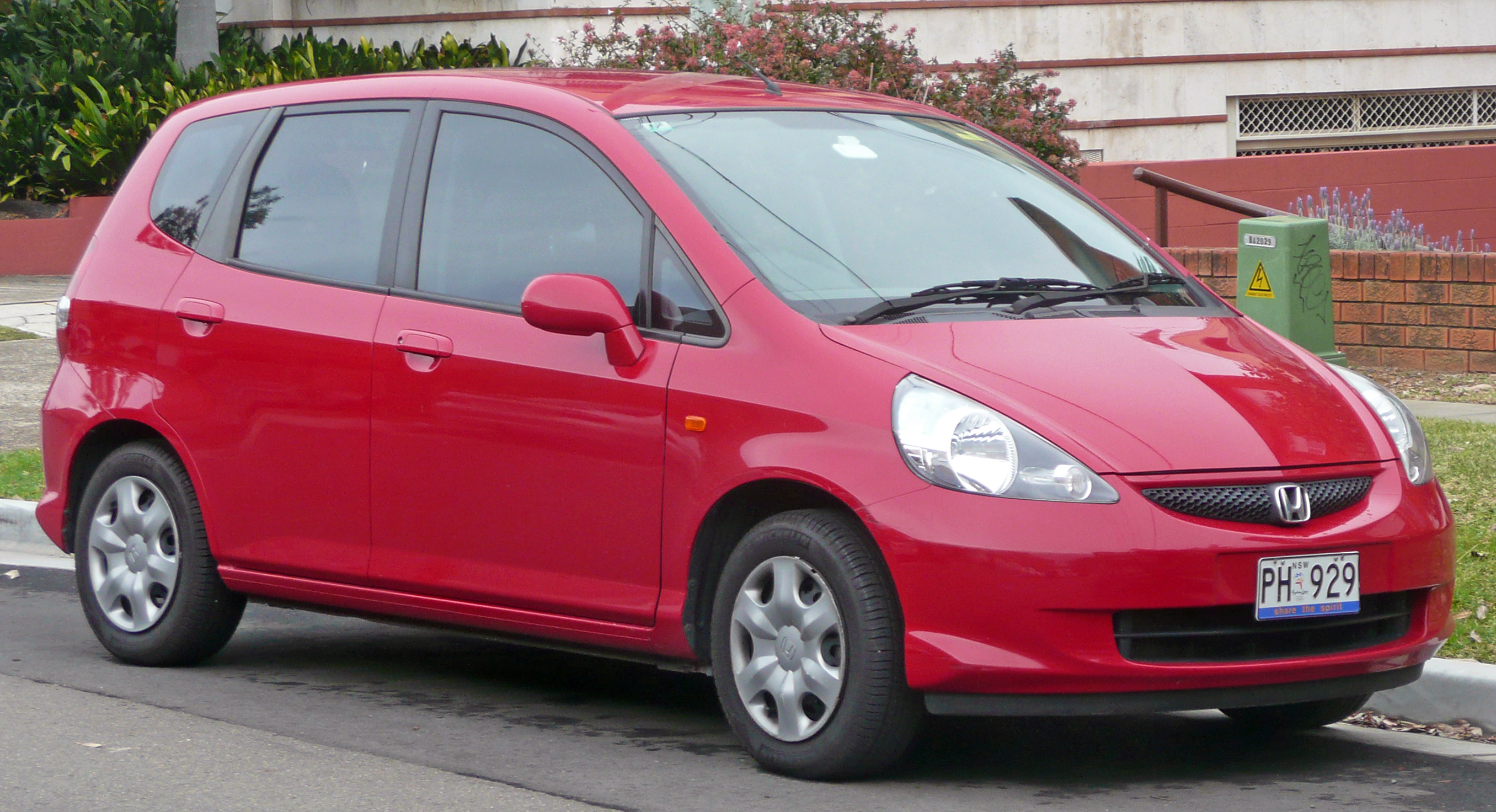
Honda Jazz II

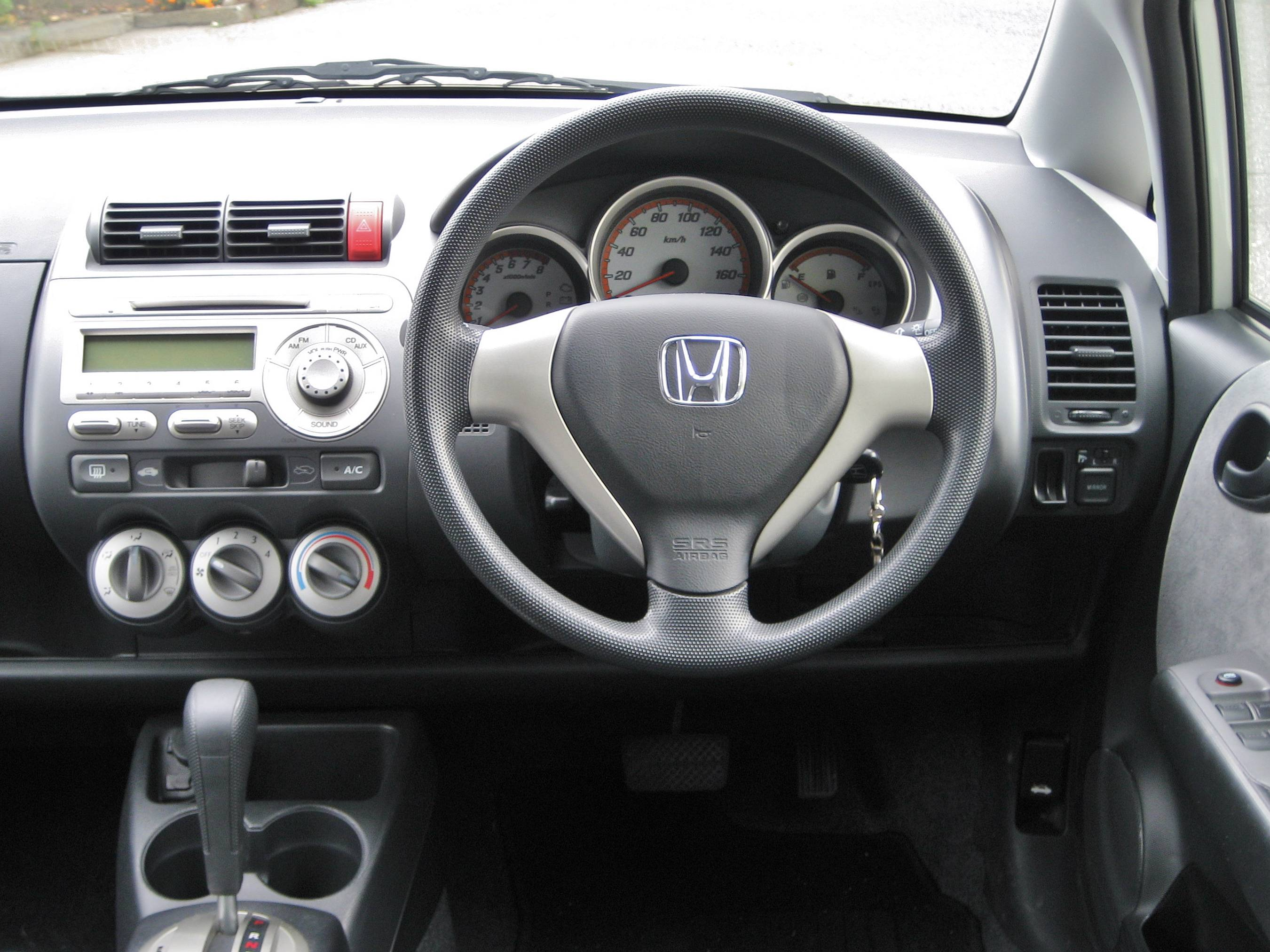
Honda Jazz II

Передумовою до появи хетчбека Jazz другого покоління можна вважати вихід на ринок моделі Toyota Yaris 1999 модельного року. Єдиною альтернативою, яку могла запропонувати Honda, був Logo. Восени 1999 року стартувала розробка майбутнього Fit/Jazz, а прийом замовлень на новинку японські дилери концерну розпочали 22 червня 2001 року. Тільки впоравшись з великим числом замовлень на автомобіль на внутрішньому ринку, можна було починати експорт. Продажі Honda Jazz в Європі стартував 19 січня 2002 року.
За зовнішніми розмірами Honda Jazz складає 3,82 м в довжину, 1,67 м в ширину і 1,45 м у висоту. Однак завдяки мінівенівській будові кузова по внутрішньому об'єму навіть перевершує автомобілі «гольф-класу», незважаючи на те, що авто сходинкою нижче них. Це пояснюється півтораметровою висотою машини і вертикальною посадкою. Компактність підвіски і мала товщина сидінь теж сприяють збільшенню корисного простору салону. Фахівцям Honda вдалося забезпечити автомобіль просторим багажником, за рахунок переміщення бензобака з-під підлоги вантажного відсіку під підлогу в передній частині салону.
Відмінну оглядовість забезпечують велика площа скління і висока посадка. Автомобіль має невеликий радіус розвороту - 4,7 метра.
На вибір пропонувалися дві коробки передач — 5-ступінчаста МКПП і варіатор. Якщо останній працював у парі з двигуном L13JA, можливості вибору попередньо встановлених значень не було. Система повного приводу, що підключається при пробуксовці передніх коліс V-flex Fulltime 4WD була доступна тільки на внутрішньому японському ринку.
Забезпечене електропідсилювачем кермо має адаптивний алгоритм роботи, наливається на великих швидкостях і стає легшим на малих. Традиційна підвіска типу McPherson спереду і балка на подовжніх важелях ззаду в поєднанні зі значною колісною базою забезпечують хороший рівень комфорту при їзді.
Спереду встановлені вентильовані дискові, а ззаду - барабанні гальма. Їх роботу підтримують ABS і EBD. В якості стандартних встановлюються шини 175/65 R14, а для спортивної версії SE Sport пропонуються - 185/55 R15.

### Двигуни
- 1.2 л L12A I4
- 1.3 л L13A I4
- 1.5 л L15A I4

diesel 
- 1.9 L F9Q I-CTDI I4

## Honda Jazz III (2008–2015)

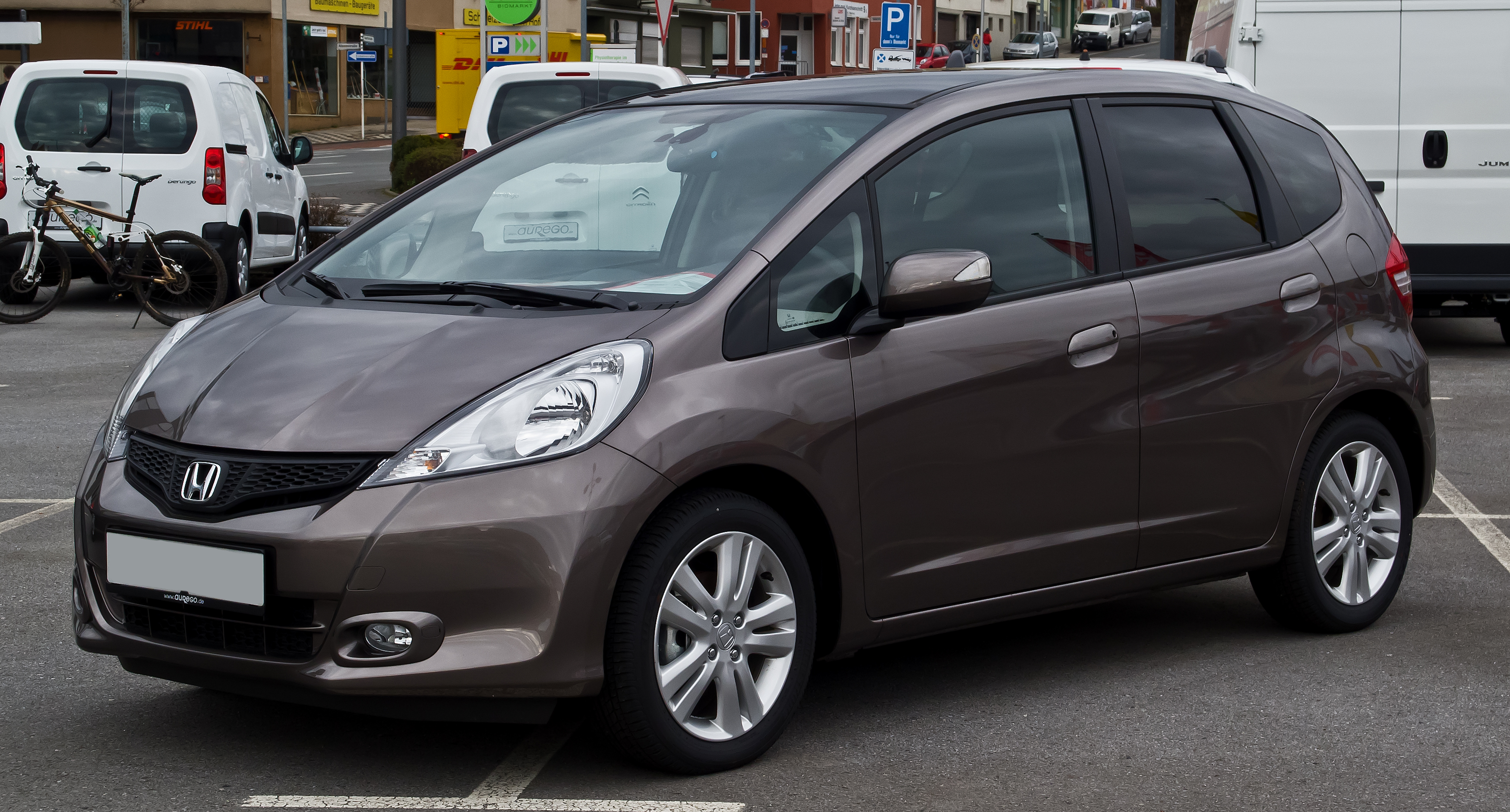
Honda Jazz III (2013-2015)

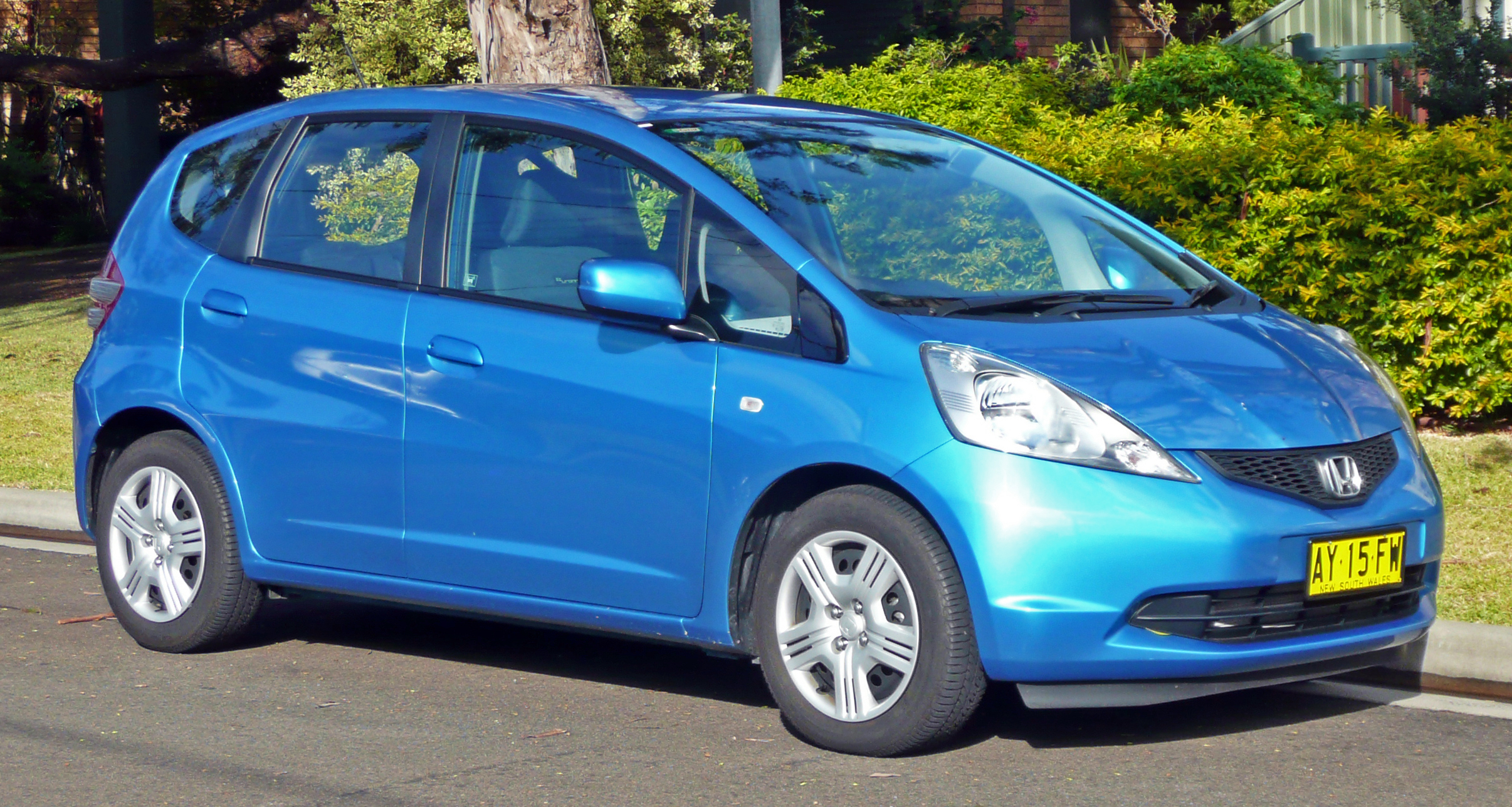
Honda Jazz III (2008-2013)

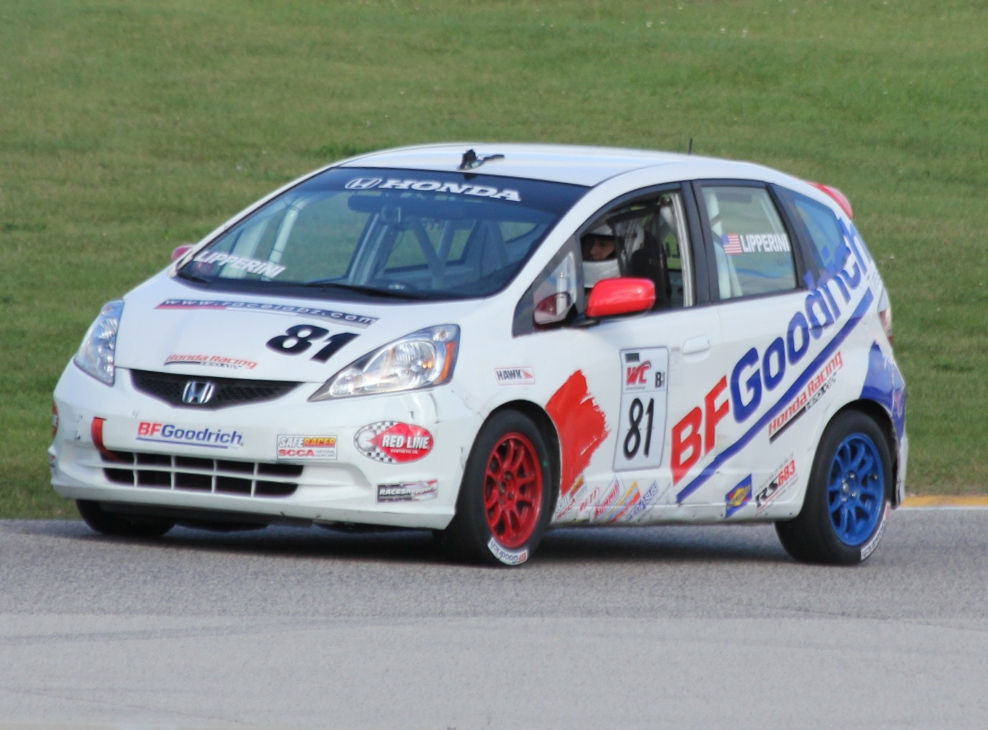
Honda Jazz III в змаганнях

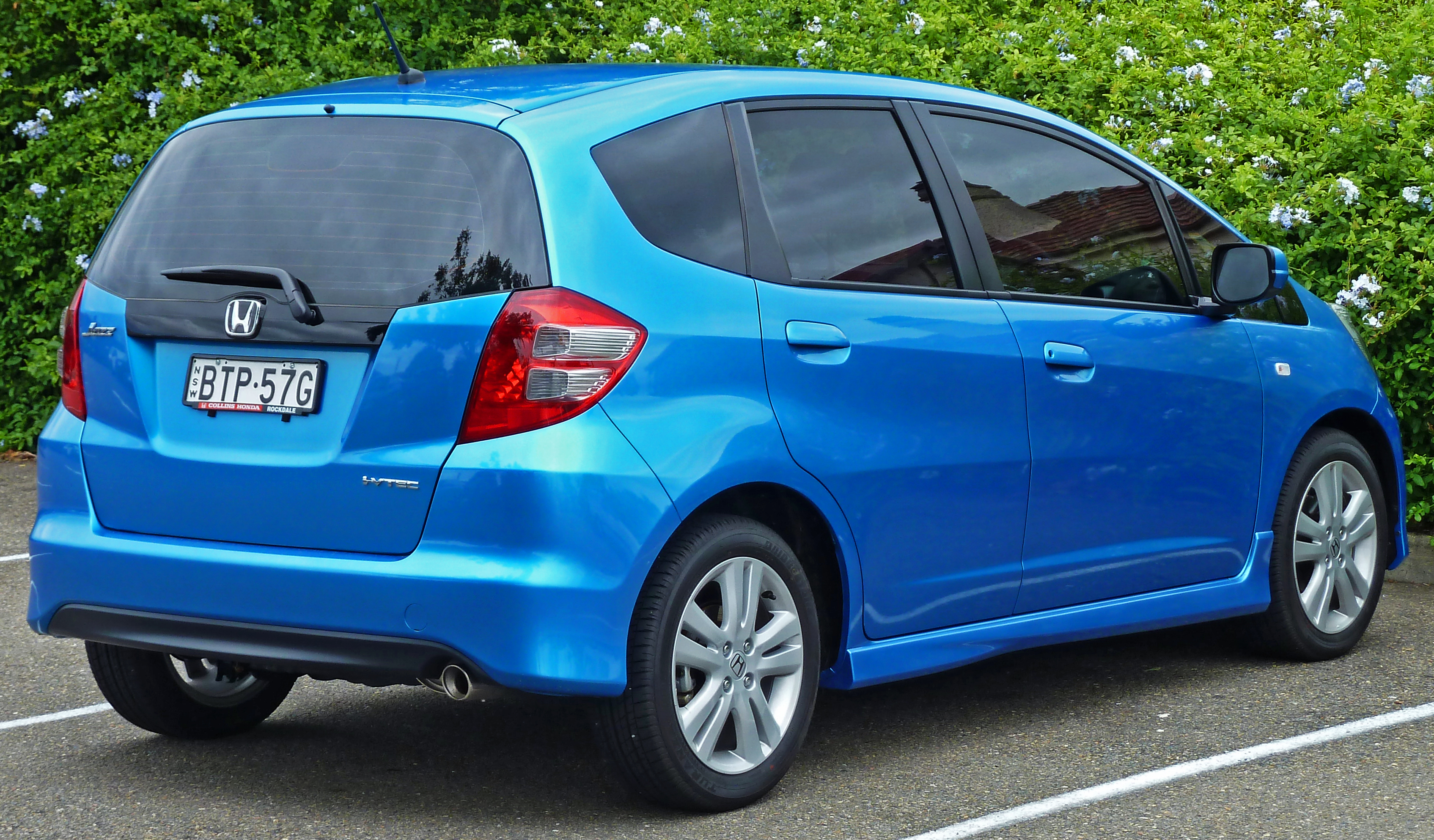
Honda Jazz III (2008-2013)

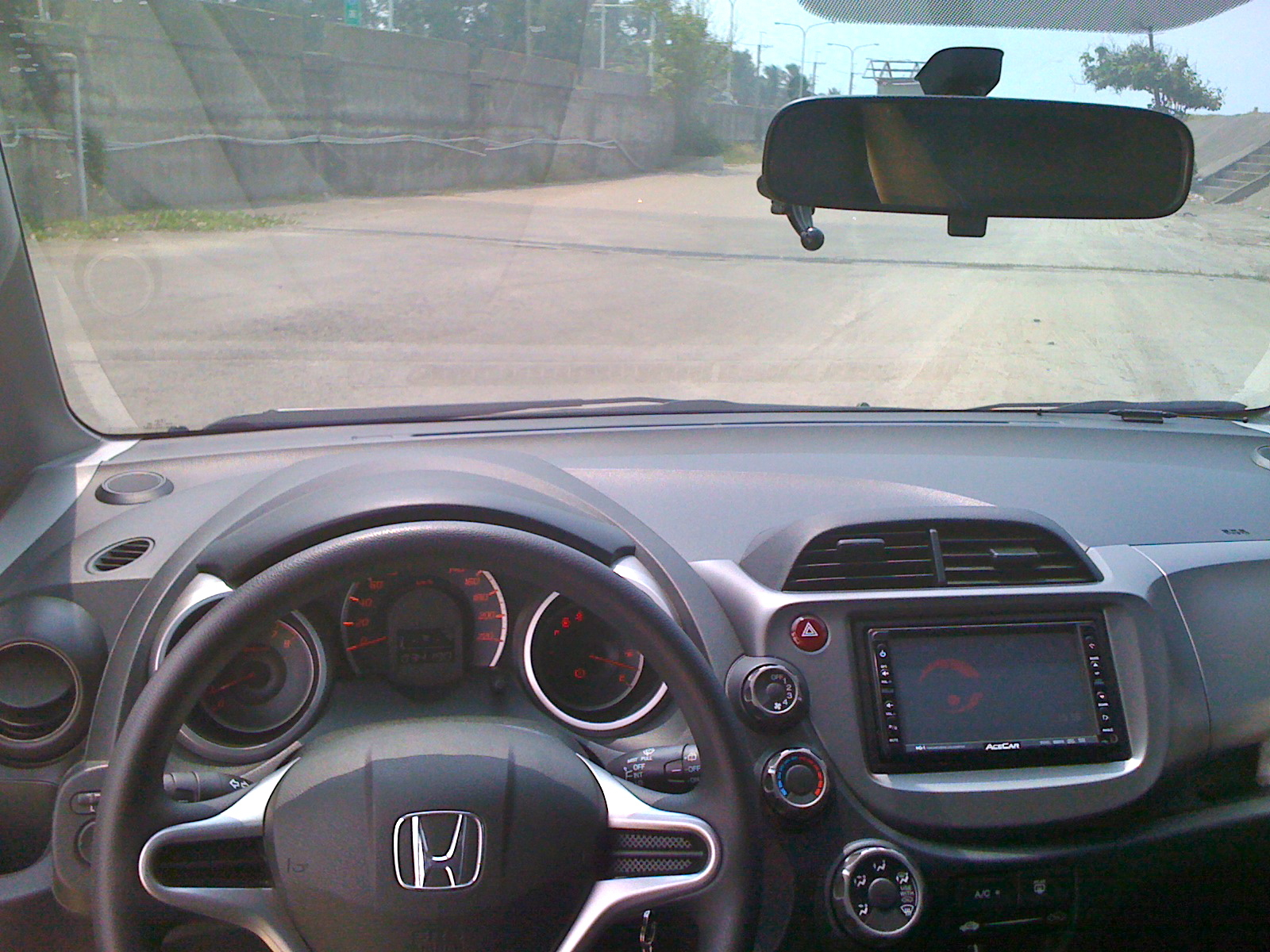
Honda Jazz III

Друге покоління Jazz з'явилося в 2008 році. Нова платформа, змінений дизайн, вдосконалені двигуни - це аж ніяк неповний список характеристик, якими відрізняється друге покоління Honda Jazz. З огляду на те, що попереднє покоління вдалося на славу, конструктори постаралися уникнути революційних переробок. Автомобіль став повноцінним наступником попереднього покоління - збереглися і стилістика, і концепція.
Чітко слідуючи тенденції останніх років, Jazz другого покоління трохи підріс в розмірах. Чисельно це виражається наступним чином: довжина виросла до 3900 мм (+55 мм), а ширина до 1695 мм (+20). Колісна база збільшилася на 50 мм, колія спереду зросла на 35 мм, ззаду - на 30 мм. Основна відмінність Jazz другого покоління від попередньої модифікації японського компакта можна помітити в передній частині кузова, яка стала більш виразною і експресивною, а також отримала оновлену радіаторну решітку, виконану в стилістиці моделі Civic. 
У салоні Honda Jazz другого покоління все та ж практичність і багатофункціональність. Компактна і ергономічна приладова панель зберегла характерні риси попередниці, але виглядає зовсім інакше. Зокрема, оригінальні важелі, що завідували на Jazz першого покоління настройками музики і кліматичної установки, поступилися місцем більш традиційним, зате і більш зручним кнопкам, згрупованих в двох круглих секціях. Крім того, змінилася сама аудіоустановка. Для полегшення доступу на другий ряд сидінь кут відкривання задніх дверей збільшили до 80 градусів.
Схема підвіски не змінилася - стійки McPherson спереду і напівзалежна балка ззаду, - але настройки ходової частини були переглянуті, а колія збільшена. До того ж тепер замість колишніх 14-дюймових коліс на базовій версії встановлюють 15-дюймові (комплектація «Sport» оснащена дисками на 16 ). В результаті поведінка автомобіля на дорозі стало ще більш надійною і азартною.
У базове оснащення нового Jazz входять ABS, система стабілізації VSA, преднатяжителі передніх ременів безпеки, вісім подушок безпеки, аудіосистема, клімат-контроль, а найдорожча версія має навіть повноцінний панорамний дах. Гальма всіх коліс стали дисковими. Комплектації Sport відрізняються особливою формою переднього бампера і аеродинамічною спідницею.
В 2013 році модель модернізували, змінивши фари, капот, крила і бампери.

### Двигуни
- 1.2 л L12A I4
- 1.3 л L13A I4
- 1.5 л L15A I4

## Honda Jazz IV (2013–2020)

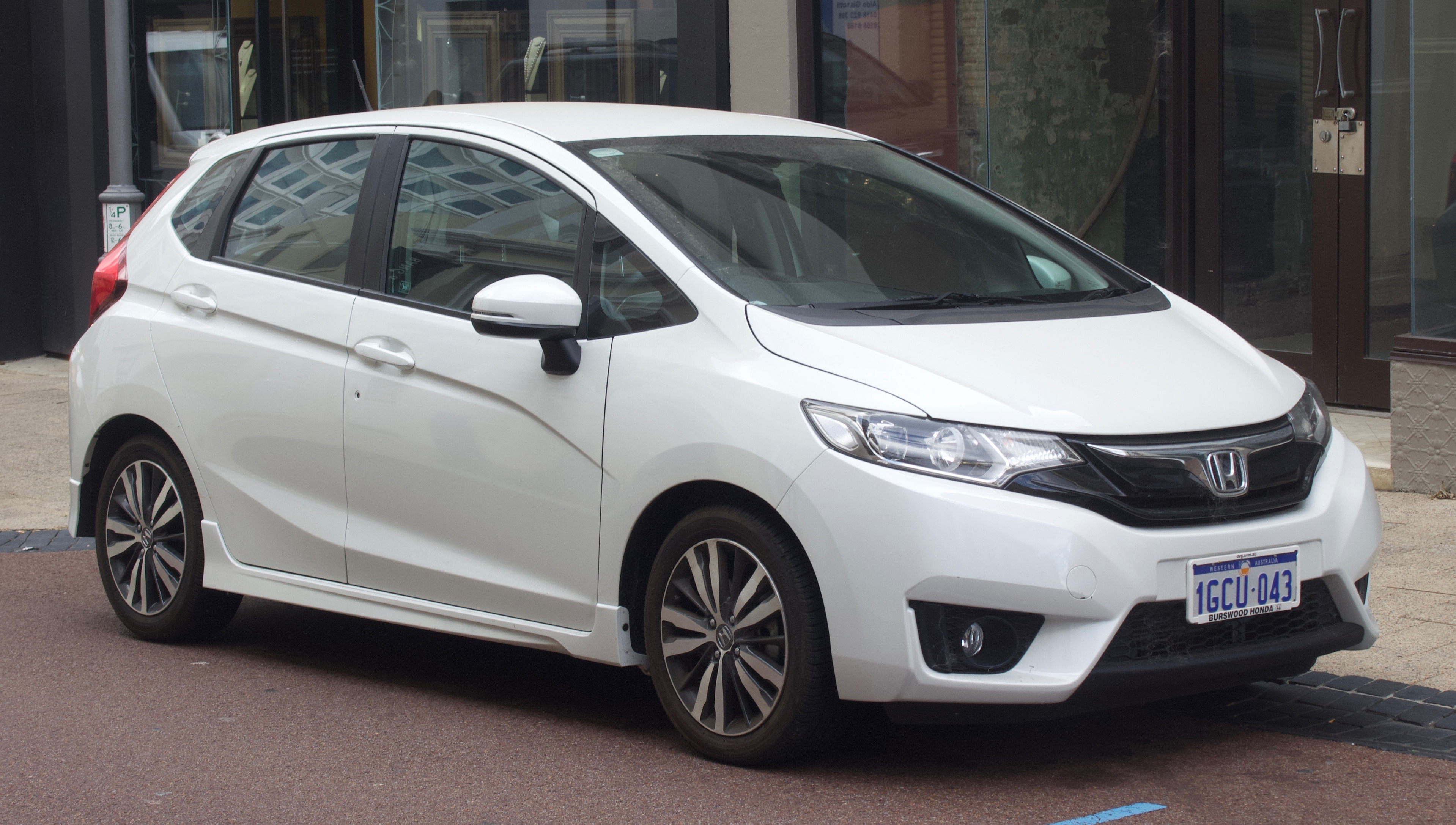
Honda Jazz IV (2013-2017)

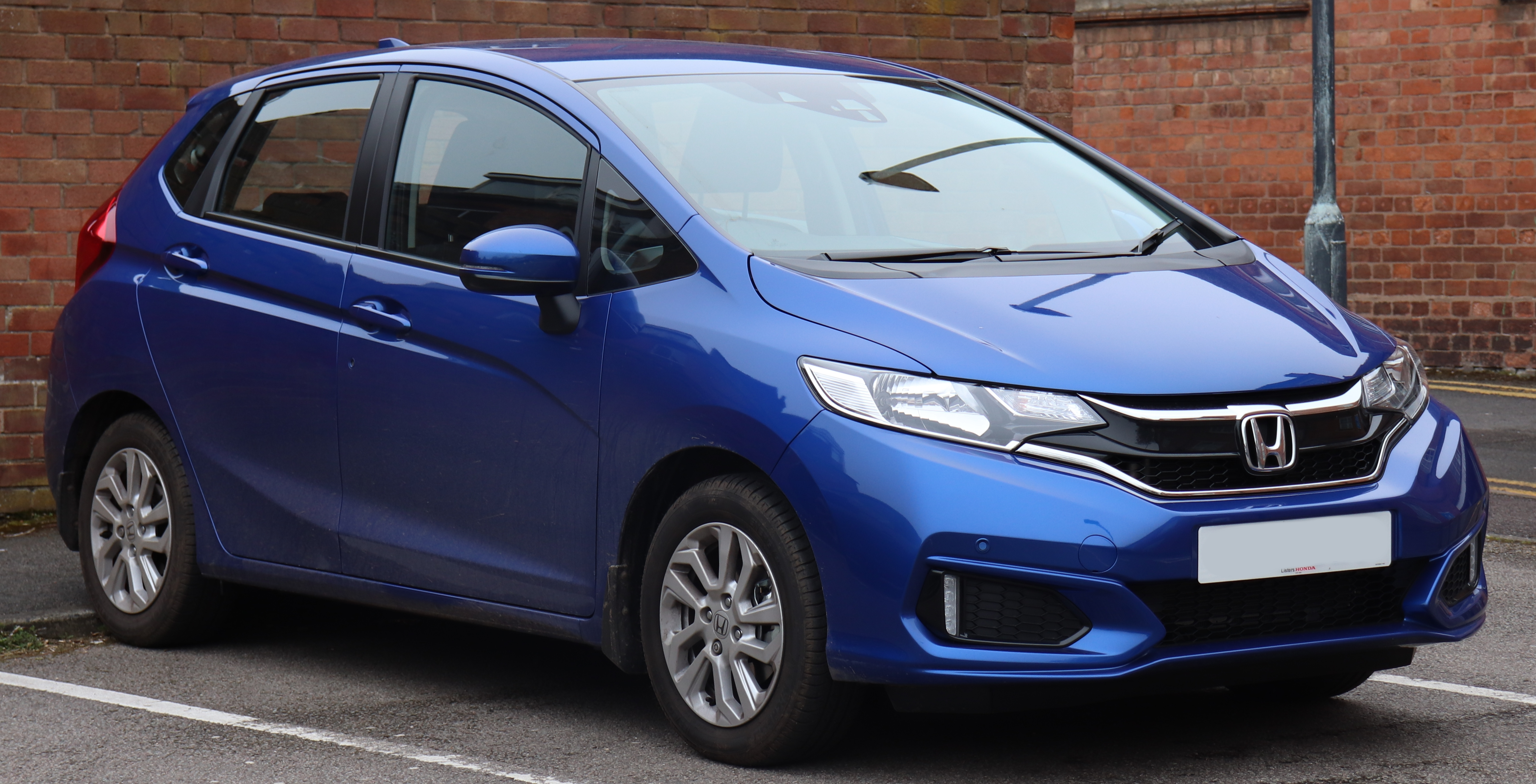
Honda Jazz IV (2018-2020)

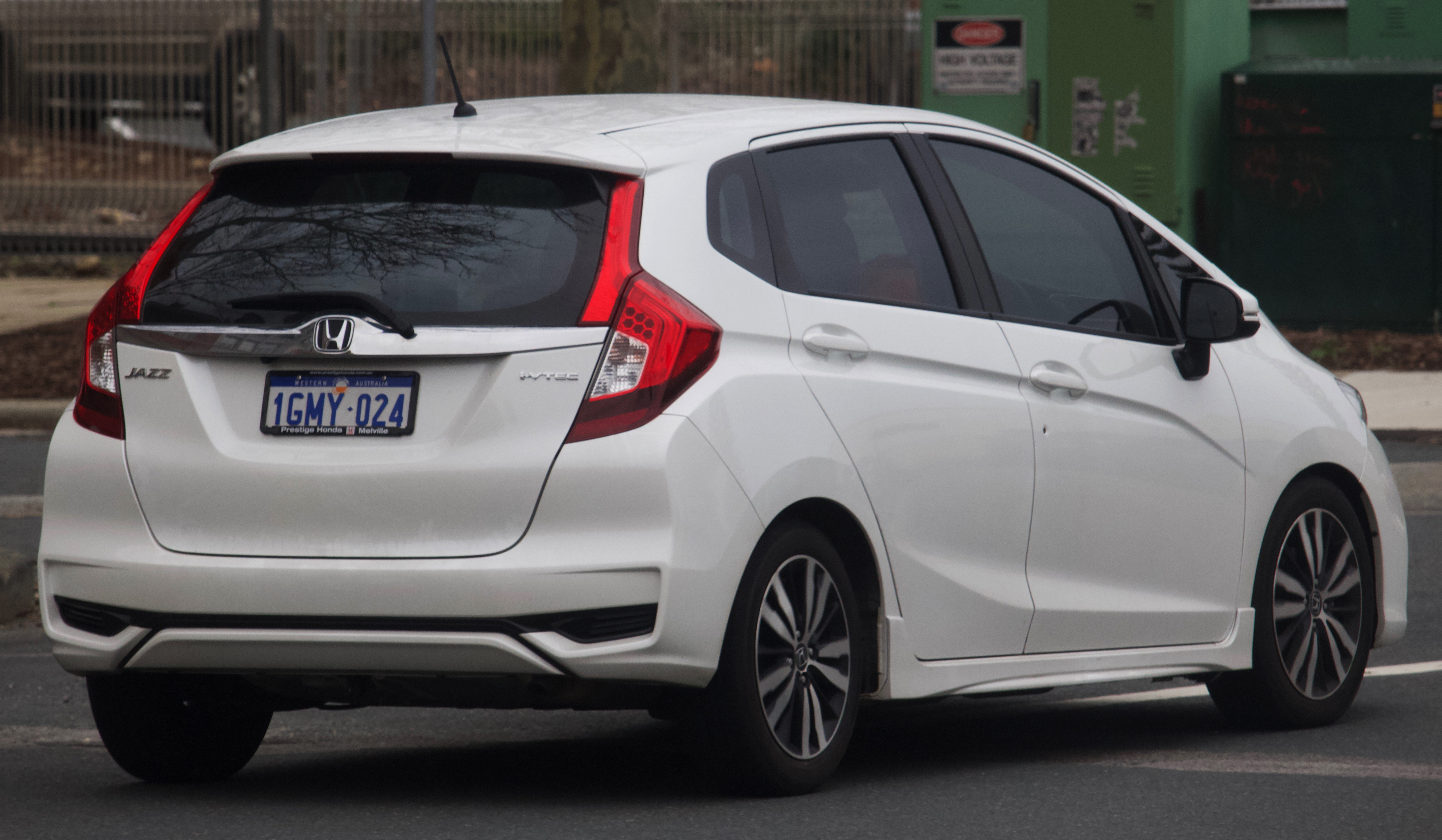
Honda Jazz IV

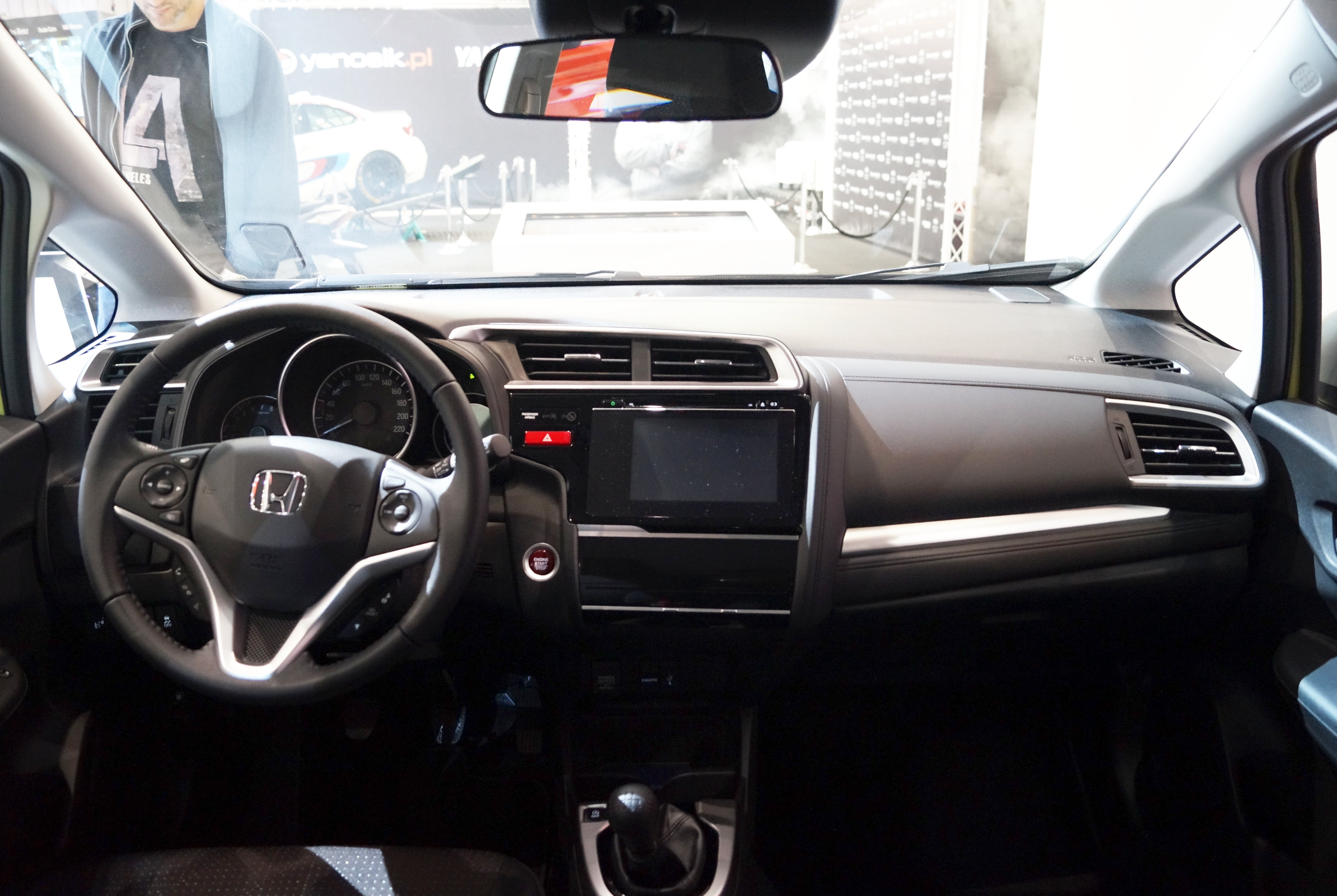
Honda Jazz IV

Четверте покоління з'явилося в вересні 2013 року на японському ринку під назвою Honda Fit. В Європі продажі почались в 2015 році під назвою Honda Jazz. 
Розробники явно не економили на базовому оснащенні автомобіля. До базової комплектації входять: 6-ступінчаста механічна коробка передач, камера заднього виду, автоматичні фари, 5-дюймовий дисплей аудіосистеми, круїз-контроль, іммобілайзер, електропривідні вікна, кондиціонер, складні задні сидіння 60/40, мультикермо, світлодіодні задні ліхтарі, сервокермо, бортовий комп'ютер, Bluetooth, аудіосистема AM/FM/CD/MP3 з USB-портом, бічні шторки безпеки, система контролю тягового зусилля і система контролю стійкості.  
Моделі Honda Fit EX в додаткової комплектації оснащуються: 16-дюймовими литими алюмінієвими колесами, протитуманними фарами, кнопкою запуску двигуна, підрульовими пелюстками перемикання передач, 7-дюймовим сенсорним екраном аудіосистеми, люком на даху, фірмовою системою стеження за дорогою «Honda's clever Lane Watch camera». Модифікації Fit EX-L за додаткову плату можуть бути оснащені: шкіряною обшивкою салону, передніми сидіннями з підігрівом і навігаційною системою. Решта опцій включають в себе: аудіосистему з підтримкою AM/FM/CD/MP3 з 6-динаміками і два USB-порту.  
Залежно від модифікації, додаткове обладнання може бути доступно у п'яти пакетах: «Sport Pack», «Design Pack», «Illumination Pack», «Premium Pack» і «Cargo Pack».   
Для Хонда Джаз доступний єдиний 1,3-літровий 4-циліндровий i-VTEC бензиновий двигун, потужністю 102 кінських сили. Завдяки подібному силовому агрегату, розгін з 0 до 100 км / год займає 11,2 секунди. Середня витрата палива дорівнює 5,5 л / 100 км, а при русі у місті - 6,8 л / 100 км. У стандартній комплектації мотор агрегатується з 6-ступінчастою механічною коробкою передач, а як опція доступна 6-ступінчаста автоматична КП.
В вересні 2017 року на 67-му автосалоні у Франкфурті-на-Майні компанія Honda представила модернізовану версію джазу. На додаток до нового дизайну передньої частини, нової лінійки обладнання та нового кольорового діапазону, модернізація також включає в себе інший 1,5-літровий бензиновий двигун потужністю 130 к.с. Перші модернізовані моделі будуть доставлені з початку 2018 року.

### Двигуни
- 1.2 л L12B i-VTEC I4
- 1.3 л L13B Earth Dreams i-VTEC I4 102 к.с.
- 1.5 л L15A I4
- 1.5 л L15B1 I4
- 1.5 л L15B Earth Dreams i-VTEC I4 130 к.с.
- 1.5 л i-DTEC diesel

## Honda Jazz V (2020–наш час)

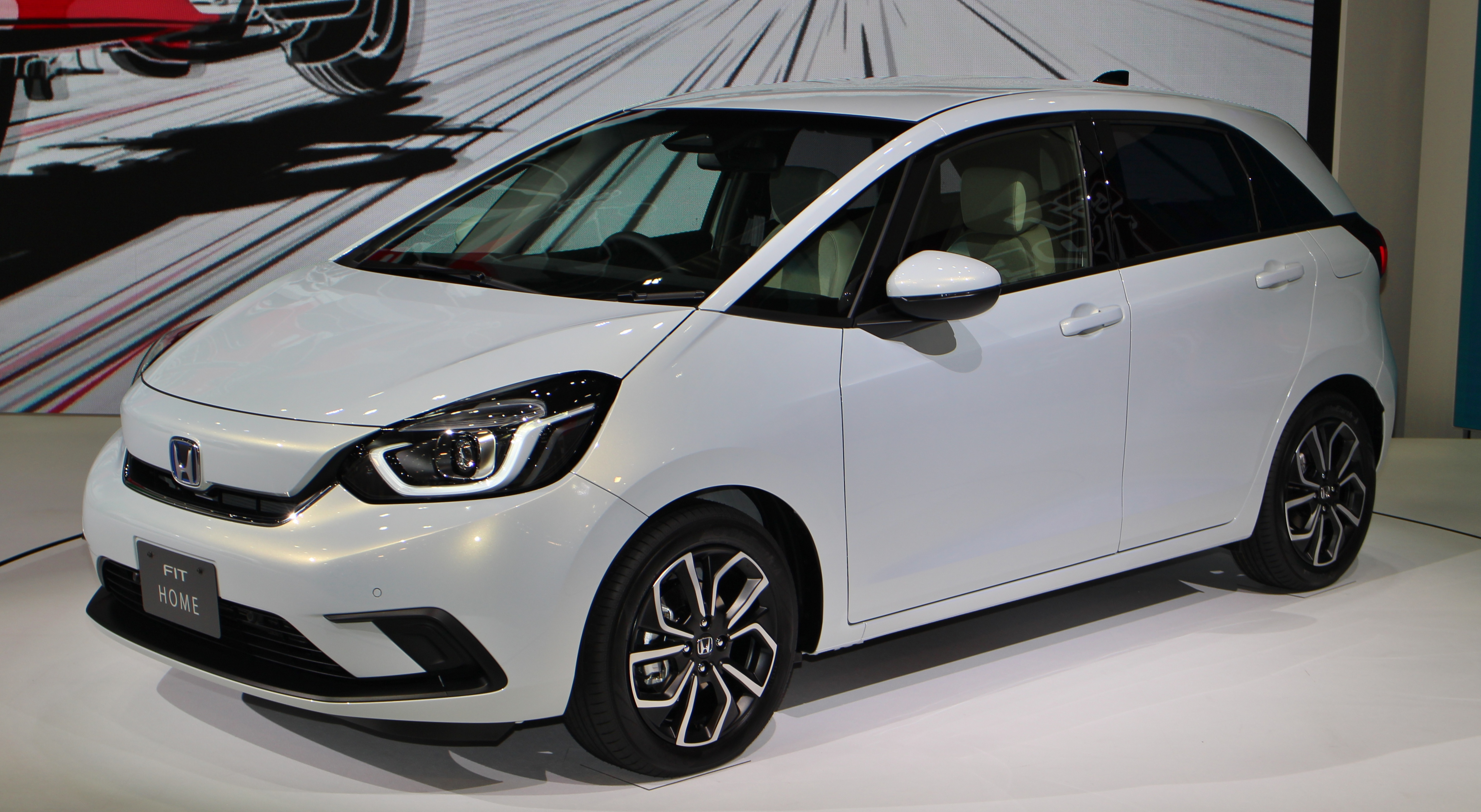
Honda Fit Home e HEV

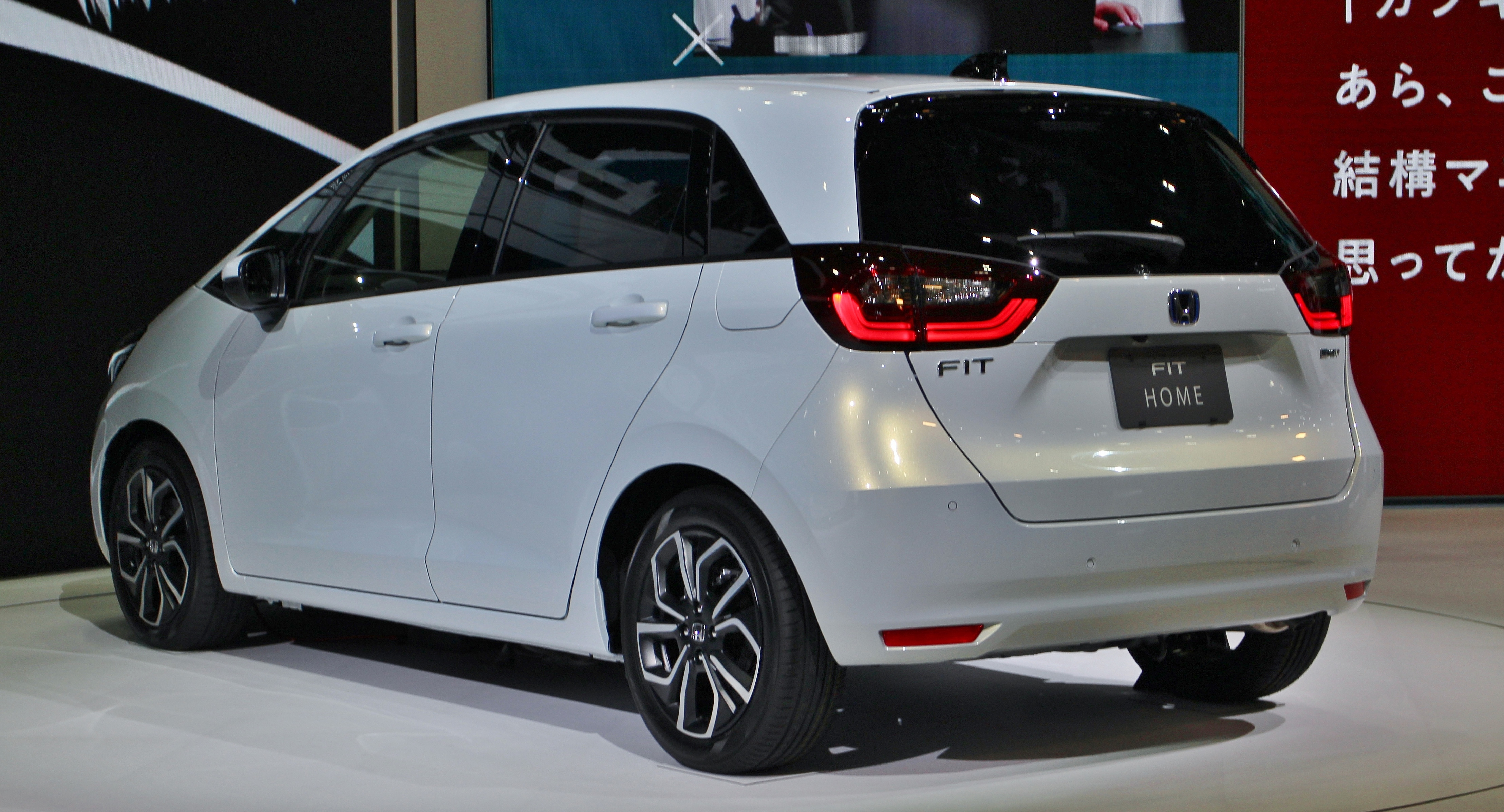
Honda Fit Home e HEV

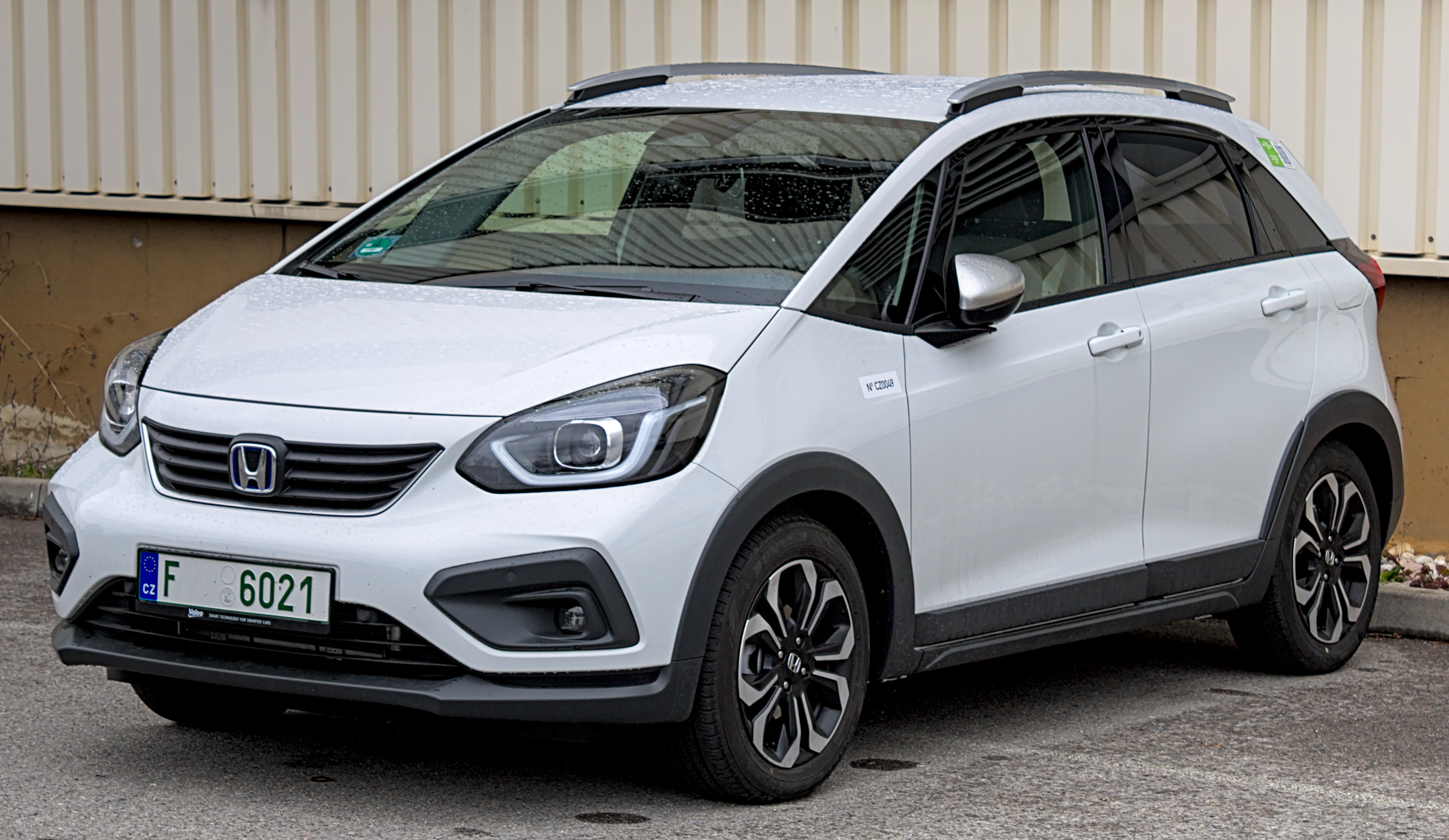
Honda Jazz Crosstar hybrid

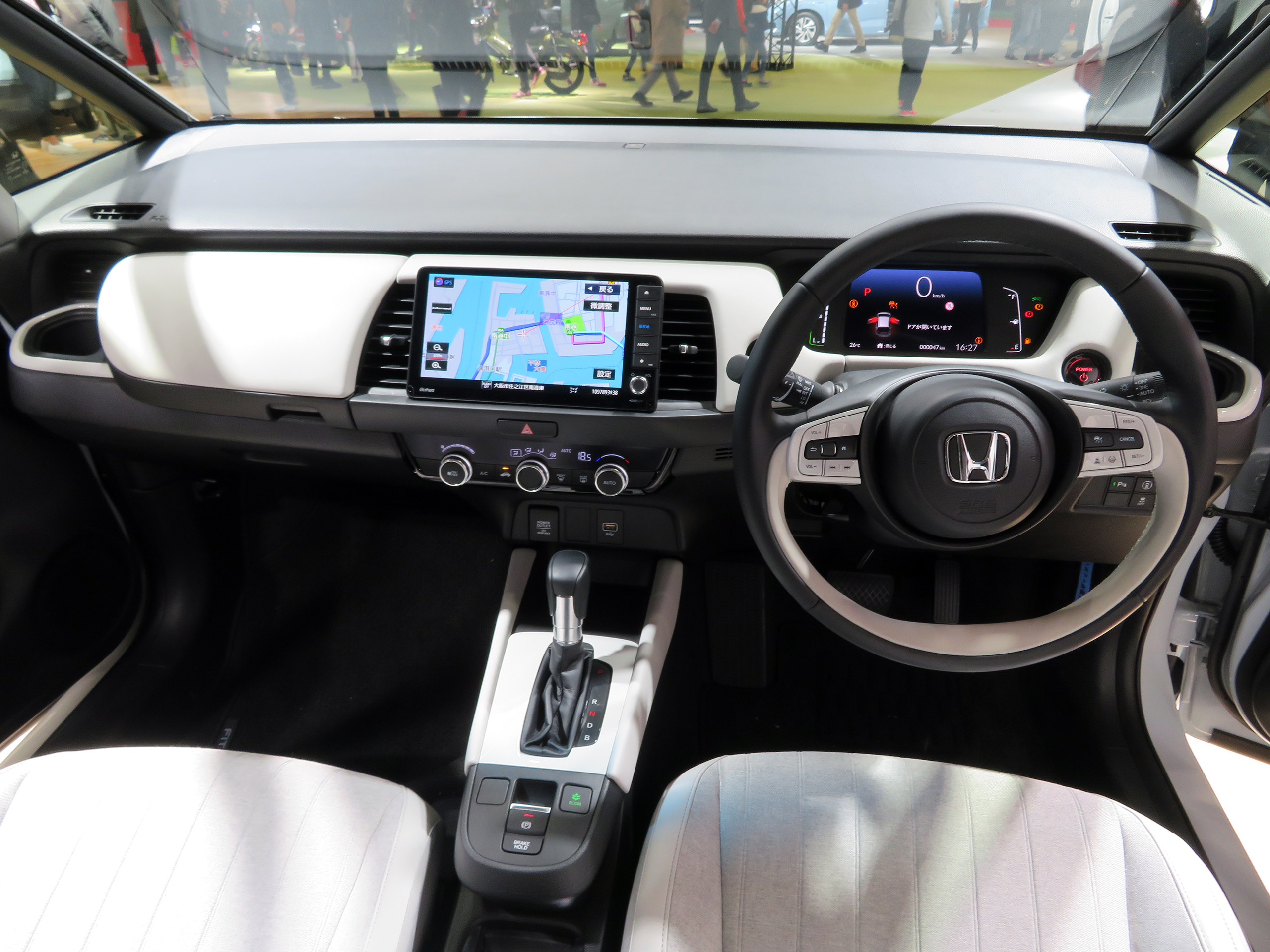

23 жовтня 2019 року в Токіо дебютировав новий субкомпактний хетчбек Honda Fit (на низці ринків Jazz). Автомобіль отримав нову гібридну систему Intelligent Multi-Mode Drive (i-MMD), в якій ДВЗ допомагають два електромотори замість одного у гібрида минулого покоління. Тепер така установка позначена як e:HEV. Інші агрегати будуть оголошені пізніше, їх асортимент залежить від ринку. В Європі Jazz буде тільки гібридним.

### Двигуни
- 1.0 L P10A2 VTEC turbo DOHC I3
- 1.3 L L13B Earth Dreams i-VTEC I4 (Японія) 98 к.с. 118 Нм
- 1.5 L LEB-MF Atkinson cycle DOHC I4 Sport Hybrid i-DCD
- 1.5 L LEB-MMD Atkinson cycle DOHC I4 Hybrid i-MMD (New Generation) + електродвигун, 98 к.с. + 109 к.с., 127 Нм + 253 Нм